# Lailoken
Lailoken (también conocido en inglés como Merlyn Sylvester) fue un profeta semilegendario que vivió en el Bosque Caledonio, al sur de la actual Escocia, a finales del siglo VI. La vida de San Kentigern menciona a "un hombre insensato llamado Laleocen" que vivía en o cerca del pueblo de Peartnach (Partick) dentro del Reino de Strathclyde. Laleocen profetizó correctamente la muerte del rey Rhydderch Hael.
Como hombre salvaje y vidente que vive en los bosques de lo que hoy son las Tierras Bajas de Escocia, Lailoken a menudo es identificado con Myrddin Wyllt, el precursor galés del mago artúrico Merlín. Myrddin está particularmente asociado con la Batalla de Arfderydd en Cumberland (actual Cumbria) y el área justo al norte, al otro lado de la frontera con la moderna Escocia; Myrddin luchó por el bando perdedor y, después de la batalla, se volvió loco.
También hubo una historia de finales del siglo XV, Lailoken y Kentigern, que dice: "...algunos dicen que se llamaba Merlynum".
Lailoken puede ser una forma del nombre Llallogan, que aparece en el poema galés Cyfoesi Myrddin a Gwenddydd ei Chwaer (o "La conversación de Merlín y su hermana Gwenddydd"), donde Gwenddydd se refiere a Merlín como Llallawg y su diminutivo, Llallwgan. El nombre es comparable al galés moderno *llallog, "hermano, amigo, señor (como forma de tratamiento); honor, dignidad”, y también "gemelo".